# I tabù
I tabù è un film del 1963 diretto da Romolo Marcellini.
Ha avuto un seguito due anni dopo, intitolato I tabù 2 - I miti del mondo

## Produzione
Il film risente di un certo clima degli anni Sessanta e fu prodotto «sulla scia del documentarismo jacopettiano (...) con esiti più felici del caposcuola», ha scritto Cristina Bragaglia nel 1978, confermando quanto rilevato da Gianni Rondolino nel 1969: «(...) ha diretto nel dopoguerra alcuni film d'un certo interesse, come (...) I Tabù, sulla falsariga dei film di Gualtiero Jacopetti, ma con maggior decoro formale e minor volgarità».